# Diócesis de Ambikapur
La diócesis de Ambikapur (en latín: Dioecesis Ambikapurensis y en inglés: Roman Catholic Diocese of Ambikapur) es una circunscripción eclesiástica de la Iglesia católica en India. Se trata de una diócesis latina, sufragánea de la arquidiócesis de Raipur. Desde el 22 de diciembre de 2021 su obispo es Antonis Bara.

## Territorio y organización
La diócesis tiene 22 337 km² y extiende su jurisdicción sobre los fieles católicos de rito latino residentes en el estado de Chhattisgarh en los distritos de: Korea, Surajpur, Balrampur y Surguja.
La sede de la diócesis se encuentra en la ciudad de Ambikapur, en donde se halla la Catedral de la Inmaculada Madre de Dios. 
En 2020 en la diócesis existían 55 parroquias.

## Historia
La diócesis fue erigida el 10 de noviembre de 1977 con la bula Votis concedere del papa Pablo VI, tras la división de la diócesis de Raigarh-Ambikapur, de donde también se originó la diócesis de Raigarh.
Originalmente sufragánea de la arquidiócesis de Bhopal, el 27 de febrero de 2004 pasó a formar parte de la provincia eclesiástica de Raipur.

## Estadísticas
Según el Anuario Pontificio 2021 la diócesis tenía a fines de 2020 un total de 84 269 fieles bautizados.
| Año                                                                             | Población            | Población | Población      | Sacerdotes | Sacerdotes    | Sacerdotes    | Bautizados por sacerdote | Diáconos permanentes | Religiosos | Religiosos | Parroquias |
| Año                                                                             | Bautizados católicos | Total     | % de católicos | Total      | Clero secular | Clero regular | Bautizados por sacerdote | Diáconos permanentes | Varones    | Mujeres    | Parroquias |
| ------------------------------------------------------------------------------- | -------------------- | --------- | -------------- | ---------- | ------------- | ------------- | ------------------------ | -------------------- | ---------- | ---------- | ---------- |
| 1980                                                                            | 32 411               | 1 351 000 | 2.4            | 38         | 15            | 23            | 852                      |                      | 48         | 101        | 1          |
| 1990                                                                            | 51 904               | 1 756 000 | 3.0            | 64         | 31            | 33            | 811                      |                      | 59         | 197        | 1          |
| 1999                                                                            | 68 848               | 2 580 000 | 2.7            | 88         | 53            | 35            | 782                      |                      | 49         | 294        | 44         |
| 2000                                                                            | 71 700               | 2 580 000 | 2.8            | 106        | 61            | 45            | 676                      |                      | 59         | 315        | 44         |
| 2001                                                                            | 74 612               | 2 590 000 | 2.9            | 108        | 66            | 42            | 690                      |                      | 60         | 320        | 45         |
| 2002                                                                            | 75 987               | 2 600 000 | 2.9            | 121        | 71            | 50            | 627                      |                      | 71         | 340        | 46         |
| 2003                                                                            | 74 040               | 2 600 000 | 2.8            | 124        | 75            | 49            | 597                      |                      | 78         | 394        | 46         |
| 2004                                                                            | 80 029               | 2 600 000 | 3.1            | 122        | 74            | 48            | 655                      |                      | 98         | 247        | 46         |
| 2006                                                                            | 83 578               | 2 627 000 | 3.2            | 140        | 91            | 49            | 596                      |                      | 79         | 405        | 47         |
| 2012                                                                            | 83 781               | 2 727 000 | 3.1            | 140        | 199           | 40            | 598                      |                      | 63         | 456        | 51         |
| 2015                                                                            | 97 015               | 2 834 000 | 3.4            | 158        | 114           | 44            | 614                      |                      | 127        | 402        | 57         |
| 2018                                                                            | 99 300               | 2 940 000 | 3.4            | 168        | 116           | 52            | 591                      |                      | 134        | 386        | 57         |
| 2020                                                                            | 101 057              | 2 973 000 | 3.4            | 195        | 118           | 77            | 518                      |                      | 168        | 492        | 55         |
| Fuente: Catholic-Hierarchy, que a su vez toma los datos del Anuario Pontificio. |                      |           |                |            |               |               |                          |                      |            |            |            |

## Episcopologio
- Philip Ekka, S.I. † (10 de noviembre de 1977-20 de octubre de 1984 nombrado obispo de Raipur)
- Paschal Topno, S.I. † (28 de octubre de 1985-20 de mayo de 1994 nombrado arzobispo de Bhopal)
  - Sede vacante (1994-1996)
- Patras Minj, S.I. (5 de julio de 1996-22 de diciembre de 2021 retirado)
- Antonis Bara, desde el 22 de diciembre de 2021